# カルロス・デルガド
カルロス・フアン・デルガド・エルナンデス（Carlos Juan Delgado Hernández, 1972年6月25日 - ）は、プエルトリコ出身の元プロ野球選手（一塁手）。右投左打。

## 略歴

### プロ入りとブルージェイズ時代

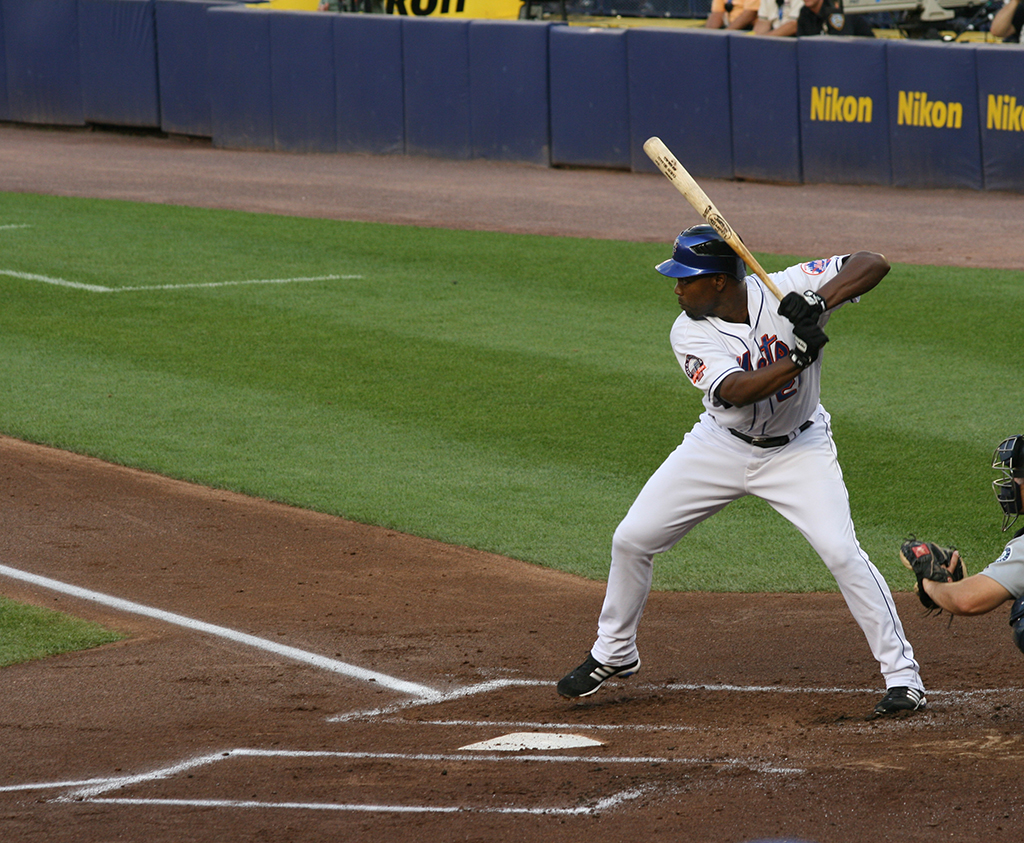

1988年10月9日にトロント・ブルージェイズへ入団した。
1993年10月1日にメジャーデビューを果たした。1年目は、わずか2試合の出場で1打数0安打に終わったが、チームがワールドシリーズを制覇したため、チャンピオンリングを手に入れている。
1994年は開幕から本塁打を量産し、4月11日のアスレチックス戦でメジャー初の1試合2本塁打を記録し、4月19日の時点で両リーグ最多の8本塁打を記録した。しかし、その後本塁打を5月30日まで1本も打てずにいて、6月10日にマイナーへ降格し、その後メジャー昇格はなかった。
1995年は37試合の出場に終わった。
1996年には指名打者でスタメンに定着し、138試合に出場して打率.270・25本塁打・92打点を記録し、メジャーに定着した。
1997年からジョン・オルルドが退団したため、本格的に一塁手に転向した。153試合に出場しチーム1位となる打率.262、30本塁打を記録し、球団新記録となる3本の満塁本塁打を記録している。
1998年は打率.292、38本塁打、チーム最多の115打点を記録した。
1999年は自己最高となる156安打、327塁打、83長打、44本塁打、134打点を記録し、初のシルバースラッガー賞を受賞した。134打点はジョージ・ベルが1987年に記録した球団記録に並び、44本塁打は左打者としての球団記録となった。
2000年は全162試合に出場し、打率.344、41本塁打、137打点を記録した。1967年のカール・ヤストレムスキー以来33年ぶりに「大リーグで3冠王が誕生するか?」と騒がれ、安定した打撃でチームの勝利に貢献。リーグ最多、球団新記録の57二塁打を記録し、長打率.664、378塁打、137打点は球団新記録となった。オフには、MVP候補に挙げられ、シーズン終盤の本拠地スカイドームではデルガドへの「MVPコール」が沸き起こり、MVP投票で4位だったが、ハンク・アーロン賞を受賞。シーズン終了後の10月20日に4年総額6800万ドルで契約延長。年平均年俸はロジャー・クレメンスの1545万ドルを上回る1700万ドルでメジャー史上最高額となった。
2001年も全162試合に出場した。39本塁打、102打点を記録したが、打率.279と前年より.065低下した。
2002年は打率.277、33本塁打、108打点だった。
2003年は3年ぶりに打率3割を上回る打率.302、リーグ2位の42本塁打、リーグ1位、球団新記録となる145打点を記録した。9月25日のタンパベイ・デビルレイズ戦では1回に3点本塁打を放ち、通算300本塁打を達成するとさらに4回・6回・8回にもソロ本塁打を打ち、MLB史上15人目となる1試合4本塁打を達成した。MVPの投票ではアレックス・ロドリゲスに次ぐ2位に入った。
2004年は打率.269、32本塁打を記録し、99打点と7年ぶりに100打点を下回った。オフに、フリーエージェント（FA）となった。

### マーリンズ時代
2005年1月25日にフロリダ・マーリンズ（現：マイアミ・マーリンズ）へ球団史上最高額となる4年総額5200万ドルで移籍した。
同年は打率.301、ミゲル・カブレラに並ぶチーム最多タイの33本塁打、リーグ5位の115打点を記録し、フランク・ロビンソン、ディック・アレン、ブラディミール・ゲレーロに次ぐ史上4人目となる両リーグで3割・30本塁打・100打点を達成した。。

### メッツ時代
2005年10月24日に、トレードでニューヨーク・メッツへ移籍した。2006年開幕前の3月に開催された第1回ワールド・ベースボール・クラシック（WBC）のプエルトリコ代表に選出された。
同年はファンやマスコミのうるさい大都市での活躍が危惧されていたが、打率.265、38本塁打、114打点を記録し、チームはプエルトリカンのカルロス・ベルトラン、デビッド・ライトが100打点以上を記録し、18年ぶりに地区優勝した。8月22日に満塁本塁打で通算400本塁打を達成し、バリー・ボンズ（13年）、ジミー・フォックス（12年）、サミー・ソーサ（10年）の3人しか達成していない10年連続30本塁打を達成した。初のポストシーズンとなったデルガドは10試合で打率.351、4本塁打、11打点の好成績を残した。慈善活動にも熱心で、母国プエルトリコの恵まれない子供らを支援する基金を設立するなど、複数の福祉活動を行っており、10月24日にロベルト・クレメンテ賞を受賞した。マーリンズとの4年契約には移籍を要求できるようになっていたが、「残りの野球人生をメッツでまっとうしたい」として残留した。
2007年はシーズン序盤の不振と、故障での戦線離脱が影響し、30本塁打到達を逃した。打率、打点、本塁打など1996年にメジャー定着後、最悪の成績となり、チームも終盤失速し地区優勝を逃した。
2008年も開幕から不振で解雇を噂されるようになった。6月17日にウィリー・ランドルフ監督が解任され、ベンチコーチのジェリー・マニエルが監督となってからはチームメイトと積極的に会話を交わし、チーム内の架け橋的存在となった。前半戦は93試合で打率.248、17本塁打、52打点が、後半戦は66試合で打率.303、21本塁打、63打点を復調。地元ファンからは「MVP」コールを受けるようになった。しかし、チームはマーリンズとの最終戦で敗れ、プレーオフ進出を逃した。シーズン終了後の10月31日に球団は1200万ドルのオプションを行使し、2009年もメッツでプレイすることが決まった。
2009年開幕前の3月に開催された第2回WBCのプエルトリコ代表に選出され、2大会連続2度目の選出を果たした。
シーズンでは5月10日に臀部を痛めたため、故障者リスト入りした。そのまま、復帰する事は無かった。オフにFAとなった。

### レッドソックス傘下時代
2010年2月に臀部の手術をした。8月7日にボストン・レッドソックスとマイナー契約を結んだ。3Aで5試合に出場したのみだった。

### 現役引退後とその後
2011年4月13日に痛めていた臀部の回復が思わしくないため、故郷のプエルトリコにて引退表明した。デルガドは「思うようなプレーができなくなってしまった。（時間の）流れに逆らうことはできない」と述べた。
2015年2月4日にマット・ステアーズ、コーリー・コスキー、フェリペ・アルー、ボブ・エリオットと共にカナダ野球殿堂に入った。

## 詳細情報

### 年度別打撃成績
| 年 度     | 球 団     | 試 合 | 打 席 | 打 数 | 得 点 | 安 打 | 二 塁 打 | 三 塁 打 | 本 塁 打 | 塁 打 | 打 点 | 盗 塁 | 盗 塁 死 | 犠 打 | 犠 飛 | 四 球 | 敬 遠 | 死 球 | 三 振 | 併 殺 打 | 打 率 | 出 塁 率 | 長 打 率 | O P S |
| --------- | --------- | ----- | ----- | ----- | ----- | ----- | -------- | -------- | -------- | ----- | ----- | ----- | -------- | ----- | ----- | ----- | ----- | ----- | ----- | -------- | ----- | -------- | -------- | ----- |
| 1993      | TOR       | 2     | 2     | 1     | 0     | 0     | 0        | 0        | 0        | 0     | 0     | 0     | 0        | 0     | 0     | 1     | 0     | 0     | 0     | 0        | .000  | .500     | .000     | .500  |
| 1994      | TOR       | 43    | 159   | 130   | 17    | 28    | 2        | 0        | 9        | 57    | 24    | 1     | 1        | 0     | 1     | 25    | 4     | 3     | 46    | 5        | .215  | .352     | .438     | .790  |
| 1995      | TOR       | 37    | 99    | 91    | 7     | 15    | 3        | 0        | 3        | 27    | 11    | 0     | 0        | 0     | 2     | 6     | 0     | 0     | 26    | 1        | .165  | .212     | .297     | .509  |
| 1996      | TOR       | 138   | 563   | 488   | 68    | 132   | 28       | 2        | 25       | 239   | 92    | 0     | 0        | 0     | 8     | 58    | 2     | 9     | 139   | 13       | .270  | .353     | .490     | .843  |
| 1997      | TOR       | 153   | 595   | 519   | 79    | 136   | 42       | 3        | 30       | 274   | 91    | 0     | 3        | 0     | 4     | 64    | 9     | 8     | 133   | 6        | .262  | .350     | .528     | .878  |
| 1998      | TOR       | 142   | 620   | 530   | 94    | 155   | 43       | 1        | 38       | 314   | 115   | 3     | 0        | 0     | 6     | 73    | 13    | 11    | 139   | 8        | .292  | .385     | .592     | .977  |
| 1999      | TOR       | 152   | 681   | 573   | 113   | 156   | 39       | 0        | 44       | 327   | 134   | 1     | 1        | 0     | 7     | 86    | 7     | 15    | 141   | 11       | .272  | .377     | .571     | .948  |
| 2000      | TOR       | 162   | 711   | 569   | 115   | 196   | 57       | 1        | 41       | 378   | 137   | 0     | 1        | 0     | 4     | 123   | 18    | 15    | 104   | 12       | .344  | .470     | .664     | 1.134 |
| 2001      | TOR       | 162   | 704   | 574   | 102   | 160   | 31       | 1        | 39       | 310   | 102   | 3     | 0        | 0     | 3     | 111   | 22    | 16    | 136   | 9        | .279  | .408     | .540     | .948  |
| 2002      | TOR       | 143   | 628   | 505   | 103   | 140   | 34       | 2        | 33       | 277   | 108   | 1     | 0        | 0     | 8     | 102   | 18    | 13    | 126   | 8        | .277  | .406     | .549     | .955  |
| 2003      | TOR       | 161   | 705   | 570   | 117   | 172   | 38       | 1        | 42       | 338   | 145   | 0     | 0        | 0     | 7     | 109   | 23    | 19    | 137   | 9        | .302  | .426     | .593     | 1.019 |
| 2004      | TOR       | 128   | 551   | 458   | 74    | 123   | 26       | 0        | 32       | 245   | 99    | 0     | 1        | 0     | 11    | 69    | 12    | 13    | 115   | 11       | .269  | .372     | .535     | .907  |
| 2005      | FLA       | 144   | 616   | 521   | 81    | 157   | 41       | 3        | 33       | 303   | 115   | 0     | 0        | 0     | 6     | 72    | 20    | 17    | 121   | 16       | .301  | .399     | .582     | .981  |
| 2006      | NYM       | 144   | 618   | 524   | 89    | 139   | 30       | 2        | 38       | 287   | 114   | 0     | 0        | 0     | 10    | 74    | 11    | 10    | 120   | 12       | .265  | .361     | .548     | .909  |
| 2007      | NYM       | 139   | 607   | 538   | 71    | 139   | 30       | 0        | 24       | 241   | 87    | 4     | 0        | 0     | 6     | 52    | 8     | 11    | 118   | 12       | .258  | .333     | .448     | .781  |
| 2008      | NYM       | 159   | 686   | 598   | 96    | 162   | 32       | 1        | 38       | 310   | 115   | 1     | 1        | 0     | 8     | 72    | 19    | 8     | 124   | 16       | .271  | .353     | .518     | .871  |
| 2009      | NYM       | 26    | 112   | 94    | 15    | 28    | 7        | 1        | 4        | 49    | 23    | 0     | 0        | 0     | 2     | 12    | 0     | 4     | 20    | 3        | .298  | .393     | .521     | .914  |
| MLB：17年 | MLB：17年 | 2035  | 8657  | 7283  | 1241  | 2038  | 483      | 18       | 473      | 3976  | 1512  | 14    | 8        | 0     | 93    | 1109  | 186   | 172   | 1745  | 152      | .280  | .383     | .546     | .929  |

- 各年度の太字はリーグ最高

### 年度別守備成績
捕手守備
| 年 度 | 球 団 | 捕手（C） | 捕手（C） | 捕手（C） | 捕手（C） | 捕手（C） | 捕手（C） | 捕手（C） | 捕手（C） | 捕手（C） | 捕手（C） |
| 年 度 | 球 団 | 試 合     | 刺 殺     | 補 殺     | 失 策     | 併 殺     | 守 備 率  | 捕 逸     | 許 盗 塁  | 盗 塁 刺  | 阻 止 率  |
| ----- | ----- | --------- | --------- | --------- | --------- | --------- | --------- | --------- | --------- | --------- | --------- |
| 1993  | TOR   | 1         | 2         | 0         | 0         | 0         | 1.000     | 0         | 0         | 0         | ----      |
| 1994  | TOR   | 1         | 1         | 0         | 0         | 0         | 1.000     | 0         | 0         | 0         | ----      |
| MLB   | MLB   | 2         | 3         | 0         | 0         | 0         | 1.000     | 0         | 0         | 0         | ----      |

内野守備
| 年 度 | 球 団 | 一塁（1B） | 一塁（1B） | 一塁（1B） | 一塁（1B） | 一塁（1B） | 一塁（1B） |
| 年 度 | 球 団 | 試 合      | 刺 殺      | 補 殺      | 失 策      | 併 殺      | 守 備 率   |
| ----- | ----- | ---------- | ---------- | ---------- | ---------- | ---------- | ---------- |
| 1995  | TOR   | 4          | 20         | 1          | 0          | 3          | 1.000      |
| 1996  | TOR   | 27         | 221        | 13         | 4          | 21         | .983       |
| 1997  | TOR   | 119        | 962        | 67         | 12         | 98         | .988       |
| 1998  | TOR   | 141        | 1165       | 87         | 10         | 110        | .992       |
| 1999  | TOR   | 147        | 1306       | 84         | 14         | 134        | .990       |
| 2000  | TOR   | 162        | 1416       | 82         | 13         | 157        | .991       |
| 2001  | TOR   | 161        | 1518       | 103        | 9          | 166        | .994       |
| 2002  | TOR   | 140        | 1232       | 95         | 12         | 121        | .991       |
| 2003  | TOR   | 147        | 1355       | 103        | 10         | 137        | .993       |
| 2004  | TOR   | 120        | 1041       | 88         | 5          | 98         | .996       |
| 2005  | FLA   | 141        | 1147       | 83         | 14         | 133        | .989       |
| 2006  | NYM   | 141        | 1199       | 70         | 8          | 95         | .994       |
| 2007  | NYM   | 138        | 1133       | 74         | 8          | 101        | .993       |
| 2008  | NYM   | 154        | 1237       | 105        | 8          | 106        | .994       |
| 2009  | NYM   | 25         | 192        | 9          | 2          | 16         | .990       |
| MLB   | MLB   | 1767       | 15144      | 1064       | 129        | 1496       | .992       |

外野守備
| 年 度 | 球 団 | 左翼（LF） | 左翼（LF） | 左翼（LF） | 左翼（LF） | 左翼（LF） | 左翼（LF） |
| 年 度 | 球 団 | 試 合      | 刺 殺      | 補 殺      | 失 策      | 併 殺      | 守 備 率   |
| ----- | ----- | ---------- | ---------- | ---------- | ---------- | ---------- | ---------- |
| 1994  | TOR   | 41         | 56         | 2          | 2          | 0          | .967       |
| 1995  | TOR   | 17         | 34         | 1          | 0          | 0          | 1.000      |
| MLB   | MLB   | 58         | 90         | 3          | 2          | 0          | .979       |

- 各年度の太字はリーグ最高

### タイトル
MLB
- 打点王：1回（2003年）

### 表彰
MiLB
- USAトゥデイ・マイナーリーグ年間最優秀選手賞：1回（1992年）

MLB
- シルバースラッガー賞（一塁手部門）：3回（1999年、2000年、2003年）
- ハンク・アーロン賞：1回（2000年）
- ロベルト・クレメンテ賞：1回（2006年）

### 記録
MLB
- MLBオールスターゲーム選出：2回（2000年、2003年）
- 1試合4本塁打（2003年9月25日、対タンパベイ・デビルレイズ戦）

### 背番号
- 6（1993年 - 1995年）
- 21（1996年、2006年 - 2009年）
- 25（1997年 - 2005年）

### 代表歴
- 2006 ワールド・ベースボール・クラシック・プエルトリコ代表
- 2009 ワールド・ベースボール・クラシック・プエルトリコ代表